# Todd Blanche
Pour les articles homonymes, voir Blanche.
Todd Blanche, né en 1974, est un avocat américain et ancien procureur. Il est principalement connu pour avoir représenté l’ancien président des États-Unis Donald Trump lors du procès pénal de 2024 à New York, où un jury a déclaré Trump coupable de 34 chefs d’accusation pour falsification de documents commerciaux, faisant de lui le premier président américain condamné pour un crime.
Le 14 novembre 2024, Donald Trump, président élu, a annoncé son intention de nommer Todd Blanche comme procureur général adjoint des États-Unis.

## Biographie

### Jeunesse
Blanche est né en 1974 et a grandi près de Denver, Colorado,. Il a fréquenté un internat militaire au Nouveau-Mexique et a étudié au Beloit College. Il a ensuite été transféré à l’American University School of Public Affairs, où il a obtenu une licence en sciences politiques et études interdisciplinaires.

### Carrière
En 1999, il a travaillé comme parajuriste pour le bureau du procureur des États-Unis pour le district sud de New York tout en suivant des cours du soir à la Brooklyn Law School.
Après ses études de droit, Blanche a été procureur au district sud de New York et co-directeur de l’unité des crimes violents et de la division de White Plains. Il a traité des affaires de fraude bancaire, de fraude électronique, de corruption publique et de criminalité organisée. Blanche a ensuite travaillé pour le cabinet WilmerHale. De septembre 2017 à avril 2023, il a été associé chez Cadwalader, Wickersham & Taft. Il a représenté des clients tels que Igor Fruman et Paul Manafort lors du procès pour fraude de 2016,.
Blanche a quitté le cabinet pour fonder Blanche Law afin de représenter l’ancien président Donald Trump,. Il est l’avocat de la défense lors du procès pénal de 2024. Après la condamnation de Trump le 30 mai 2024, Blanche a annoncé que l’équipe de défense prévoyait de faire appel du verdict.

#### Interrogatoire de Ghislaine Maxwell
En juillet 2025, dans son rôle de procureur général adjoint des États-Unis, Todd Blanche a tenu une deuxième réunion en personne avec Ghislaine Maxwell. Ghislaine Maxwell est une trafiquante sexuel condamné et associé du défunt délinquant sexuel Jeffrey Epstein. 
Dans une analyse sur le site Web de CNN, Aaron Blake a déclaré que le président Donald Trump a « démontré des liens personnels passés avec Epstein » et que les critiques ont crié au scandale en affirmant que le fonctionnaire du DOJ qui a interrogé Maxwell était Todd Blanche, plutôt qu'un procureur non politique qui a été impliqué dans l'affaire et qui aurait beaucoup plus d'expertise. Todd Blanche n'est pas seulement un haut responsable politique de Trump ; il est également son avocat personnel officiel « Le conflit d'intérêts est flagrant » et « Cela sent la corruption à plein nez », a déclaré jeudi sur X le chef de la minorité au Sénat, Chuck Schumer, de New York.

### Vie privée
Blanche est marié. Son épouse est médecin. Le couple a deux enfants. Blanche a participé à deux Ironman.
En 2023, Blanche était enregistré comme démocrate à New York. En 2024, il a acheté une maison dans le Comté de Palm Beach et s'est enregistré comme républicain.